# عبد الله التعزي
عبد الله التعزي روائي وكاتب سعودي. ولد في مكة المكرمة، المملكة العربية السعودية عام 1964، وحصل على بكالوريوس من كلية الهندسة من قسم الاتصالات والإلكترونيات بجامعة الملك عبد العزيز بجدة عام 1987. له مؤلفات منها رواية «الحفائر تتنفّس».

## السيرة الذاتية
ولد الكاتب والمؤلف السعودي عبد الله التعزي في مكة المكرمة، المملكة العربية السعودية عام 1964، و حصل على بكالوريوس من كلية الهندسة من قسم الاتصالات والإلكترونيات بجامعة الملك عبد العزيز بجدة 1987 وبكالوريوس آخر من نفس الجامعة من كلية الاقتصاد والإدارة قسم العلوم الإدارية 1994. يعمل في شركة أرامكو السعودية.و له مؤلفات منها «الحفائر تتنفّس». يكتب في مواضيع متعددة و مستوحاة من المملكة العربية السعودية.

## أعمال الكاتب
- سيد الطيور. قصص. 1998.
- الحفائر تتنفّس، رواية. دار الساقي، 2002.[4][5]
- لون الظلام. قصص قصيرة جداً. 2009.
- كائنات الليل. قصص قصيرة. 2014.
- حرية الأبواب المغلقة، رواية. 2016.[6]
- أجساد جافة، رواية، مجموعة كلمات - دار روايات، 2017.[7][3][8]

## الجوائز
فاز بجائزة نادي مكة الثقافي الأدبي في دورتها الثالثة في الإبداع عام 2016 وموضوعها (القصة القصيرة) عن مجموعاته: سيد الطيور، لون الظلام، كائنات الليل.